# Tugimaantee 87
De Tugimaantee 87 is een secundaire weg in Estland. De weg vormt de ringweg van Põlva en is 6,0 kilometer lang. 